# Studio 54 (Broadway)
Pour les articles homonymes, voir Studio 54.
Le Studio 54 est une ancienne discothèque mythique de New York, située à Broadway au 254 ouest de la 54e rue, dans une ancienne salle d'opéra construite en 1927, puis studio de télévision de CBS. Rencontrant le succès dès le premier jour de son ouverture, son apogée dure une trentaine de mois, entre 1977 et 1980.

## Histoire
Le quartier de Manhattan est alors en désuétude complète. La transformation de l'ancien théâtre (devenu studio de télévision désaffecté) en discothèque de 2 000 personnes est faite par Steve Rubell (en), 33 ans à l'époque et avocat de formation, avec Ian Schrager (en), 30 ans,, assistés par Carmen D'Alessio, ainsi que Jack Dushey au financement ; les deux premiers se sont rencontrés à l'université. Après 400 000$ et six semaines de travaux, le Studio 54 ouvre entre avril 1977 et mars 1986 : c'est une époque de liberté « après la guerre du Vietnam et juste avant les années Reagan, après la pilule et avant le sida ». La discothèque voit passer toutes les grandes stars du moment et reste un haut lieu de la scène underground new-yorkaise. Elle acquit rapidement un statut international et la réputation de plus grande boîte de nuit de tous les temps. La musique diffusée est principalement du disco et le lieu reste considéré comme le symbole de l'apothéose de cette musique. 
Lors de la soirée d'inauguration le 26 avril, Carmen D'Alessio, connue pour son carnet d'adresses, envoie 5 000 invitations à travers le monde aux plus grandes stars du moment, avec un cadeau personnalisé pour chacune d'elles. L'événement est annoncé dans la presse par un simple « il va se passer quelque chose d'énorme ».    
Steve Rubell a l'idée de réunir sur une même piste de danse les plus grandes stars et les plus « in » des messieurs et mesdemoiselles « tout le monde » pour peu qu'ils soient « intéressants ». « Un public c'est comme une salade : il y a plusieurs ingrédients, il faut juste savoir les mélanger » précise l'intéressé. « Homos, gotha, jet-set et artistes underground » composent la foule d'habitués,, même si rétrospectivement la culture underground se voit exagérée par la suite. L'endroit devient « incontournable ». De véritables marées humaines envahissent l'entrée chaque soirée, dans l'espoir d'avoir l'immense chance d'être choisi(es) par le portier pour rejoindre la piste.
Steve Rubell, qui a donné sa véritable âme à la discothèque, est réputé pour être impitoyable à l'entrée, refusant ou acceptant les célébrités ou les inconnus : l'accès devient alors une sorte de casting avec une nette préférence pour les personnes « belles ». « Une dictature à la porte et une démocratie à l'intérieur » souligne Andy Warhol,. Il arrive parfois à Steve Rubell de laisser sa boîte presque vide avec plus de 5 000 personnes à l'entrée, pour la simple raison qu'à ses yeux, il est préférable d'avoir une boite presque vide plutôt que de laisser entrer une seule personne mal habillée. Smoking et tenue de soirée sont l'un des moyens d'y rentrer parfois plus facilement. Steve Rubell avait même été jusqu'à refouler Cher ou autres VIP, parce que ce soir-là, ils avaient commis l'une ou l'autre faute de goût. Nile Rodgers du groupe Chic en fait l'expérience : le 31 décembre 1977, avec son partenaire bassiste Bernard Edwards, ils se font refouler à l'entrée du club ;  ils rentrent chez eux en colère et se mettent à composer un riff sur lequel ils chantent « Aaaah Fuck Off! Fuck Studio 54! » qu'ils transforment en « Aaaah Freak Out! le Freak, c'est chic! ». Le titre devient un tube planétaire,. Cela dit, la discothèque est, les trois quarts du temps, pleine à craquer.
La quasi-impossibilité d'y entrer est à ce point connue que lorsqu'ils créent les blue jeans Studio 54, le slogan devient « Now everybody can get into Studio 54 » : « Maintenant, tout le monde peut entrer dans le Studio 54 ».

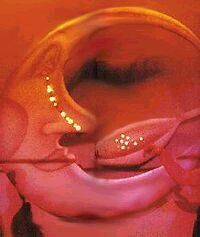
La lune consommant de la drogue (détail du décor intérieur)

Temple de la drogue sans complexe, du sexe désinhibé et de tous les excès, c'est le seul endroit à l'époque où il est décent de se laisser aller complètement.
Le dernier balcon (vestige de l'ancien théâtre en mezzanine avec des sièges) est réservé, selon la légende,  aux rencontres sexuelles, et le premier carré VIP du monde (la cave du studio), est encore plus imbibée de cocaïne, de LSD et de quaalude que le reste de la boîte. Par exemple, il est courant de faire tomber des ballons du plafond, avec un peu de cocaïne dedans. La poudre tombe alors littéralement du ciel et il suffit de faire exploser les ballons. Mêmes les décors sont composés de néons représentant la lune en train de renifler de la drogue. Cette omniprésence de la drogue va d'ailleurs entrainer la chute du Studio 54 ; loin de l'optimisme festif au début des années disco, elle va peu à peu ronger l'ambiance.
Le photographe de mode David Lachapelle travaille en tant que serveur dans ce bar mythique quand il est étudiant. La liste des VIP fréquentant le lieu reste interminable, avec Dali en manteau de vison, Bianca Jagger en grande figure du lieu et parfois presque nue, Karl Lagerfeld costumé, Michael Jackson et Diana Ross mettant l'ambiance ou Marisa Berenson, Madonna et Paloma Picasso. Mais également, la foule se compose de banquiers, drag-queens, mannequins, de punks avec comme fil conducteur le sens du style. La soirée sans doute la plus marquante reste l'anniversaire de Bianca Jagger en mai 1977 habillée de rouge et avec un cheval blanc, pénétrant sur la piste pour ses 32 ans,.  
« L'argent coule à flot » : lors d'une sévère perquisition à la fin des années 1970, révélant une fraude fiscale chiffrée de 2 à 2,5 millions de dollars de l'époque et la distribution de toutes sortes de drogues au personnel et aux clients, Rubell et Schrager sont arrêtés et contraints à la fermeture. Cela met fin aux 33 mois les plus fous de l'Histoire des discothèques. Les deux protagonistes écopent de treize mois de prison. Plus tard sont retrouvés un million de dollars en liquide et une importante quantité de cocaïne à l'intérieur des murs du Studio. Ils sont néanmoins autorisés à organiser une dernière soirée d'adieu appelée « The End of Modern-day Gomorrah » le 4 février 1980. Ils écopent de trois ans et demi de prison ferme, peine qu'ils ne feront pas entièrement.

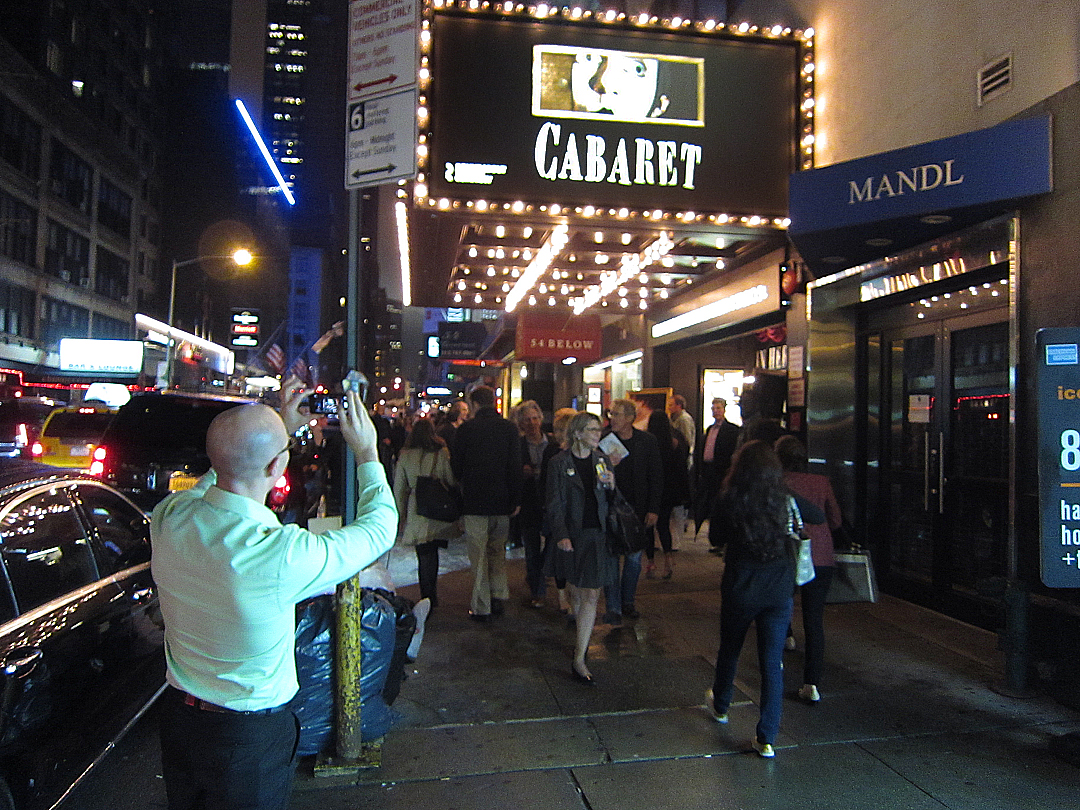
Entrée à l'emplacement du Studio en 2014

Le studio est racheté pour 4,5 millions de dollars par le propriétaire de restaurants et dancings Mark Fleischman et est ouvert de nouveau le 12 septembre 1981. Steve Rubell y est embauché comme directeur artistique. Cependant, les temps ont changé, la folie du disco est passée, le Sida arrive et le crack se répand à New York. L'âme du Studio 54 s'est évaporée, le succès n'est plus au rendez-vous du fait d'une forte concurrence entre discothèques : « la magie avait disparu ». Le Studio 54 ferme ses portes en 1986. Il ouvre de nouveau, brièvement, en 1994, après une rénovation qui coûte plusieurs millions de dollars[réf. nécessaire].
Plusieurs soirées débridées sont immortalisées par le photographe Hasse Persson (sv). Cette discothèque est devenue un véritable modèle pour toutes les grandes discothèques du monde qui ont suivi. Le mélange de stars et d'anonymes, le filtrage draconien à l'entrée, les carrés VIP, les baignoires de champagne, l'attitude no limit… sont nés au Studio 54. Ils avaient même déjà compris que refuser certaines stars à l'entrée était bon pour la notoriété du Studio. Bob Colacello écrit que « plus qu'une boite de nuit, ce fut un véritable phénomène sociologique au carrefour de l'ère protestataire de la fin des années 1970 et du règne de l'argent des années 1980 ». « Ce fut le Taj Mahal de la boite de nuit, le Graal discomaniaque, du glam et du strass, les jardins suspendus de la sueur et de la coke… ».

## Réouverture
Le Studio 54 est recréé dans l'hôtel-casino MGM Grand de Las Vegas (un temps le plus grand hôtel du monde), et y siège pendant 15 ans, de décembre 1997 à février 2012[réf. nécessaire].

## Dans la culture

### Films
- Studio 54, de Mark Christopher (1998) : le film met en vedette Mike Myers, Ryan Phillippe, Salma Hayek et Neve Campbell dans un hommage au club dont il retrace les grandes étapes
- Les Derniers Jours du disco, de Whit Stillman (1998) : largement inspiré de l'expérience personnelle du réalisateur, qui publie également un roman homonyme deux ans plus tard[4].
- Studio 54 (en), film documentaire de Matt Tyrnauer (en) réalisé en 2018[18].

### Musique
- Une soirée au Studio 54 est le sujet principal du titre disco Fashion Pack (en) d'Amanda Lear, sorti en 1979 et sous-titré « Studio 54 » sur l'album Never Trust a Pretty Face. Les paroles font référence à la célèbre clientèle de la discothèque :

« Well I was in, and everybody was travolting
 The fashion queens, the models and the movie stars
 Andy snapping, Margaux dancing with Scavullo
 Liza dancing on the floor and Bianca walking through the door »
— Amanda Lear, Fashion Pack
- Dancefloor Darling de Kylie Minogue mentionne la discothèque
- Les portes d'entrée du Studio 54 apparaissent dans le clip de New York City Boy des Pet Shop Boys
- Le Naziland dans Starmania est inspiré du Studio 54